# Toussieux
Toussieux és un municipi francès situat al departament de l'Ain i a la regió d'Alvèrnia-Roine-Alps. L'any 2007 tenia 737 habitants.

## Demografia

### Població
El 2007 la població de fet de Toussieux era de 737 persones. Hi havia 236 famílies de les quals 32 eren unipersonals (12 homes vivint sols i 20 dones vivint soles), 56 parelles sense fills, 132 parelles amb fills i 16 famílies monoparentals amb fills.
La població ha evolucionat segons el següent gràfic:
Habitants censats

### Habitatges
El 2007 hi havia 258 habitatges, 245 eren l'habitatge principal de la família, 6 eren segones residències i 7 estaven desocupats. 253 eren cases i 4 eren apartaments. Dels 245 habitatges principals, 226 estaven ocupats pels seus propietaris, 18 estaven llogats i ocupats pels llogaters i 1 estava cedit a títol gratuït; 1 tenia una cambra, 2 en tenien dues, 17 en tenien tres, 63 en tenien quatre i 162 en tenien cinc o més. 213 habitatges disposaven pel capbaix d'una plaça de pàrquing. A 73 habitatges hi havia un automòbil i a 168 n'hi havia dos o més.

### Piràmide de població
La piràmide de població per edats i sexe el 2009 era:
| Homes | Edats   | Dones |
| ----- | ------- | ----- |
| 0     | 95 o +  | 0     |
| 0     | 90 a 94 | 0     |
| 0     | 85 a 89 | 0     |
| 0     | 80 a 84 | 0     |
| 8     | 75 a 79 | 8     |
| 0     | 70 a 74 | 12    |
| 8     | 65 a 69 | 4     |
| 8     | 60 a 64 | 8     |
| 12    | 55 a 59 | 16    |
| 20    | 50 a 54 | 20    |
| 24    | 45 a 49 | 20    |
| 56    | 40 a 44 | 44    |
| 52    | 35 a 39 | 44    |
| 32    | 30 a 34 | 44    |
| 4     | 25 a 29 | 8     |
| 16    | 20 a 24 | 8     |
| 40    | 15 a 19 | 8     |
| 48    | 10 a 14 | 44    |
| 44    | 5 a 9   | 44    |
| 32    | 0 a 4   | 12    |

## Economia
El 2007 la població en edat de treballar era de 513 persones, 385 eren actives i 128 eren inactives. De les 385 persones actives 370 estaven ocupades (199 homes i 171 dones) i 15 estaven aturades (9 homes i 6 dones). De les 128 persones inactives 32 estaven jubilades, 66 estaven estudiant i 30 estaven classificades com a «altres inactius».

### Ingressos
El 2009 a Toussieux hi havia 245 unitats fiscals que integraven 726 persones, la mediana anual d'ingressos fiscals per persona era de 22.980,5 €.

### Activitats econòmiques
Dels 26 establiments que hi havia el 2007, 3 eren d'empreses de fabricació d'altres productes industrials, 5 d'empreses de construcció, 3 d'empreses de comerç i reparació d'automòbils, 1 d'una empresa de transport, 3 d'empreses financeres, 1 d'una empresa immobiliària, 6 d'empreses de serveis, 2 d'entitats de l'administració pública i 2 d'empreses classificades com a «altres activitats de serveis».
Dels 8 establiments de servei als particulars que hi havia el 2009, 2 eren guixaires pintors, 2 electricistes, 1 empresa de construcció i 3 agències immobiliàries.
L'any 2000 a Toussieux hi havia 14 explotacions agrícoles que ocupaven un total de 144 hectàrees.

## Equipaments sanitaris i escolars
El 2009 hi havia una escola elemental integrada dins d'un grup escolar amb les comunes properes formant una escola dispersa.

## Poblacions més properes
El següent diagrama mostra les poblacions més properes.